# تينسلي إليس
تينسلي إليس (بالإنجليزية: Tinsley Ellis)‏ هو عازف قيثارة وموسيقي أمريكي، ولد في 4 يوليو 1957 في أتلانتا في الولايات المتحدة.

## وصلات خارجية
- الموقع الرسمي
- تينسلي إليس على موقع ميوزك برينز (الإنجليزية)
- تينسلي إليس على موقع أول ميوزيك (الإنجليزية)
- تينسلي إليس على موقع ديسكوغز (الإنجليزية)